# Бейзбол
Бейзболът (на английски: baseball, от base – „база“ и ball – „топка“) е вид отборна игра особено популярна в Съединените щати, Япония, Куба, Венецуела, Доминиканска република, Пуерто Рико, Панама и Южна Корея.
Топката, с която се играе бейзбол има обиколка девет инча (приблизително 23 сантиметра). Тя е твърда, с коркова сърцевина, обвита с конци и покрита с кожа.

## История

### Възникване
Еволюцията на бейзбола от по-старите игри с бухалка и топка е трудно да бъде проследена в подробности. Един френски ръкопис от 1344 година съдържа илюстрация на духовници, които играят игра, може би сул, която наподобява бейзбол. Други стари френски игри като тек, бал о батон и бал анпоазоне също изглежда имат връзка с бейзбола. В миналото преобладава мнението, че съвременният бейзбол е северноамериканско изобретение, базирано на по-старата игра раундърс, популярна във Великобритания и Ирландия, но съвременните изследвания показват, че по-скоро бейзболът възниква в Англия. Според тях раундърс и ранният бейзбол са само местни варианти на една и съща игра, чиито преки предшественици са английските игри стулбол и тътбол.
Най-ранното свидетелство за бейзбола е от издадената през 1744 година от Джон Нюбъри детска книга „Малка хубава джобна книга“ („A Little Pretty Pocket-Book“). Тя съдържа римувано описание на „base-ball“ и гравюра, изобразяваща игрално поле, подобно на съвременното, но с триъгълна, вместо с квадратна, форма и със стълбове, вместо с бази, на нивото на терена. Английският адвокат Уилям Брей описва игра на бейзбол в понеделника след Великден през 1755 година в Гилдфорд. Тази ранна форма на играта, както и вариантът раундърс, изглежда е пренесена в Северна Америка от британски имигранти. Първото известно споменаване на бейзбола в Америка е от Питсфийлд в Масачузетс, където градската управа забранява играта да се играе в близост до новата общинска сграда за събрания. През 1796 година играта е достатъчно известна, за да бъде спомената в германска книга с популярни развлечения – според описанието на Йохан Гутсмутс английският бейзбол (englische Base-ball) е състезание между два отбора, в което батиращият има три опита да удари топката от хоума, като за край на ининга е достатъчен само един аут.
В началото на 30-те години на 19 век вече има множество свидетелства от цяла Северна Америка за различни игри с бухалка и топка, които могат да бъдат определени като ранни форми на бейзбол. Тези игри често са наричани „таунбол“, макар че се използват и други имена, като „раундбол“ и „бейзбол“. Сред най-ранните примери, за които е запазено подробно описание, макар и писано пет десетилетия по-късно, е мач, игран през 1838 година в Бийчвил в канадската провинция Онтарио. Играта има много сходства със съвременния бейзбол, както и няколко важни разлики: базите са пет, първата от тях е само на 5,5 m от хоума, батиращият излиза в аут, ако ударена топка е хваната след първия удар.
През 1845 година Александър Картрайт, член на нюйоркския клуб „Никърбокърс“, съставя правилник, станал известен като „Никърбокърски правила“. Той забранява практиката, обичайна за тогавашните игри с бухалка и топка, рънърът да бъде замерван с топки, което довежда до използването на по-малки и твърди топки. Някои други правила също доближават никърбокърската игра до съвременната, макар че топка, хваната при първия удар продължава да води до аут. Макар че „Никърбокърс“ играят по новите правила още през 1845 година, традиционно за първи официален мач в историята се приема срещата на 19 юни 1846 година в Хоубоукън, когато Ню Йорк Найн побеждават „Никърбокърс“ с 23 – 1 в четири ининга. „Никърбокърските правила“ стават основа за еволюцията на правилата на съвременния бейзбол през следващия половин век.

### В Съединените щати

#### Начало на професионалната игра
В средата на 1850-те години, районът на Ню Йорк е обзет от бейзболна лудост. Към 1856 г. местните списания описват бейзбола като национално забавление или национална игра. Година по-късно, шестнадесет клуба от района формират първия управителен орган в спорта, Националната асоциация на бейзболните играчи. През 1858 г. в предградието на Ню Йорк, Корона, на игрището Фешън Рейс Корс, се състоят първите бейзболни мачове с платена входна такса. Мачовете, които се провеждат между звездите на Бруклин (включващи играчи от Бруклин Атлантикс, Бруклин Екселсиор, Пътнамс и Бруклин Екфорд) и звездите на Ню Йорк (от Манхатан, включващи играчи от Ню Йорк Никърбокърс, Готъмс (предшествениците на Сан Франциско Джайънтс), Йигълс и Емпайър; обикновено са смятани за първите ол-стар (мачове на Звездите) бейзболни мачове. През 1863 г. организацията отменя путаутите (вид отстраняване на батър или бейсрънър при полева игра, не след страйкове), направени след хващане на справедлива топка при първи удар. Четири години по-късно, тя забранява участието на афроамериканци. Търговският потенциал на играта се развива и през 1869 г. е образуван първият изцяло професионален бейзболен клуб, Синсинати Ред Сокс, който остава непобеден в мачове срещу полупрофесионални и аматьорски отбори. Първата професионална лига, Националната асоциация на бейзболните играчи, съществува от 1871 до 1875 г. Изследователите обаче оспорват статута на асоциацията като висша лига.
През 1876 г. е основана доста по-официално структурираната Национална лига. Като най-старата все още съществуваща Висша лига, Националната лига понякога се нарича „Висшия кръг“. През годините са образувани няколко други големи лиги, които не успяват да се наложат. През 1884 г., в едно от тях, Американската асоциация, играе афроамериканецът Моузес Уолкър (и за кратко време брат му Уелдей). Контузия срага край на кариерата на Уолкър в лигата, а в началото на 1890-те, сключеното джентълменско споразумение под формата на Бейзболната линия за цветнокожи, ефективно разделя чернокожите играчи от белите в отделни професионални лиги – както във висшите, така и във второстепенните.

### В други страни
Бейзболът, широкоизвестен като американски спорт, е утвърден и в някои други страни. Историята на бейзбола в Канада е тясно свързана с тази на спорта в Съединените щати. Още през 1877 г. новооснованата съвместна професионална лига, Международната асоциация, включва отбори от двете страни. Докато бейзболът е широко практикуван в Канада и много отбори от второстепенните лиги са базирани в страната, в американските висши първенства няма канадски клуб до 1969 година, когато Монреал Експос се присъединява към Националната лига, като нов отбор при едно от нейните разраствания. През 1977 г. същото се случва и с новаците от Торонто Блу Джейс. Те печелят Световните серии през 1992 и 1993 г., като са първият и все още единствен клуб извън Съединените щати, който е постигал това. След сезон 2004, Висшата бейзболна лига се съгласява с преместването на Експос във Вашингтон, окръг Колумбия, където отборът сега е известен като Вашингтон Нешънълс.
През 1847 г., американски войници играят мач, който може би е първият бейзболен мач в Мексико на Парке лос Берос в Халапа, Веракрус. Няколко дни след битката при Серо Гордо, те използват „пленения (от Четвърти илинойски полк) дървен крак на генерал Санта Ана“. Първата официална бейзболна лига извън Съединените щати и Канада, е основана през 1878 г. в Куба, която поддържа силна бейзболна традиция и чийто национален отбор е един от най-силните на международното поле след появата си в края на 1930-те (след кубинската революция, организираният бейзбол в страната официално е аматьорски спорт). Доминиканската република провежда първия си островен турнирен шампионат през 1912 г. Между двете световни войни, професионални бейзболни турнири и лиги започват да се образуват и в други страни – включително Холандия (1922), Австралия (1934), Япония (1936), Мексико (1937) и Пуерто Рико (1938). Японските висши лиги, Централната и Тихоокеанската лига, отдавна са считани за най-качествените професионални турнири извън Съединените щати. Япония също така има професионална система за по-долните лиги, макар че е доста по-малка от тази в Америка – всеки клуб има само по един сателитен отбор за разлика от клубовете в Бейзболната лига, което имат по четири или пет.
След Втората световна война, професионални лиги се създават в много латиноамерикански държави, като най-значимите са тези на Венецуела (1946) и Доминиканската република (1955). От началото на 1970-те години се играят ежегодните Карибски серии, турнир между шампионите на четирите водещи латиноамерикански зимни лиги: доминиканската, пуерториканската и венецуелската Професионални бейзболни лиги и мексиканската Тихоокеанска лига. В Азия, бейзболът също има професионални лиги – в Южна Корея (1982), Тайван (1990) и Китай (2003).
Много европейски страни имат професионални лиги, като най-успешните са холандската и италианската лига, основана през 1948 година. В сравнение с тези в Азия и Латинска Америка, европейските първенства и това в Австралия исторически нямат забележими успехи, но през 2004 г. Австралия печели изненадващо сребърен медал на Олимпийските игри. В Израел, бейзболната лига, която стартира през 2007 г., е закрита след след един сезон. Европейската бейзболна конфедерация (Confédération Européene de Baseball), основана през 1953 г., организира редица състезания между клубове от различни страни, както и между национални отбори. Под администрацията на Международната бейзболна федерация (IBAF), от нейното формиране през 1938 г. до сливането ѝ с Международната федерация по софтбол през 2013 г. за създаване на настоящия съвместен управителен орган за двата спорта, Световна федерация по бейзбол и софтбол (WBSC); са други състезания между национални отбори, например бейзболната Световна купа и олимпийския бейзболен турнир. До 2009 г. IBAF има 117 страни-членки. Женски бейзбол се играе на аматьорски начала в много от страните, в които е водещ мъжки спорт. От 2004 г. IBAF (и след това WBSC) ръководят бейзболната Световна купа за жени, с участието на национални отбори от различни страни.
След като е признат за олимпийски спорт на Олимпийските игри през 1992 година, бейзболът отпада от тях през 2012 г. със 117-а сесия на МОК през 2005 г., като последното му участие е на летните олимпийски игри през 2008 г. Елиминирането на бейзбола, заедно със софтбола, от олимпийската програма дава възможност на МОК да добави два други спортове, но никой не получава необходиямия брой гласове за включване. Въпреки че основният фактор за отпадането е липсата му в голяма част от света, по-важно е нежеланието на Висшата бейзболна лига да има принудителна почивка по време на игрите, за да позволи на играчите си да участват, както например Националната хокейна лига прави по време на зимни олимпийски игри. Подобна почивка е по-трудна за адаптиране от бейзболната лига, тъй като ще измести плейофите в зимния студен период. Търсейки възстановяване на спорта за Летните олимпийски игри през 2016 година, IBAF предлага съкратена форма на състезание, с цел улесняване на участието на най-добрите играчи, но опитът е неуспешен. Донякъде като заместител, Висшата бейзболна лига дава началото на сериите World Baseball Classic, популярен международен турнир, планиран да предхожда основния сезон в лигата. Първите серии се провеждат през март 2006 г., с участието на национални отбори, които разполагат със значителен брой играчи от Висшата бейзболна лига. В полза на разширените серии е прекратена и Световната купа по бейзбол, след нейното издание през 2011 г.

### В България

#### Шампиони на България
1990 г. Академиците (София);
1991 г. Академиците (София);
1992 г. Академиците (София);
1993 г. Бизони (Благоевград);
1994 г. Бизони (Благоевград);
1995 г. Бизони (Благоевград);
1996 г. Бизони (Благоевград);
1997 г. Бизони (Благоевград);
1998 г. Бизони (Благоевград);
1999 г. Бизони (Благоевград);
2000 г. Бизони (Благоевград);
2001 г. Бизони (Благоевград);
2002 г. Бизони (Благоевград);
2003 г. Бизони (Благоевград);
2004 г. Девилс (Дупница);
2005 г. Бизони (Благоевград);
2006 г. Бизони (Благоевград);
2007 г. Бизони (Благоевград);
2008 г. Бизони (Благоевград);
2009 г. Бизони (Благоевград);
2010 г. Бизони (Благоевград);
2011 г. Бизони (Благоевград);
2012 г. Девилс (Дупница);
2013 г. Блус (София);
2014 г. Бизони (Благоевград);
2015 г. Бизони (Благоевград); 2016 г. Бизони (Благоевград)

#### Купа на България
1995 г. Девилс (Дупница);
1996 г. Девилс (Дупница);
1997 г. Девилс (Дупница);
1998 г. Бизони (Благоевград);
1999 г. Бизони (Благоевград);
2000 г. Бизони (Благоевград);
2001 г. Девилс (Дупница);
2002 г. Бизони (Благоевград);
2003 г. Атлетик (София);
2004 г. Бизони (Благоевград);
2005 г. Атлетик (София);
2006 г. Атлетик (София);
2007 г. Атлетик (София);
2008 г. Девилс (Дупница);
2009 г. Бизони (Благоевград);
2010 г. Бизони (Благоевград);
2011 г. Атлетик (София);
2012 г. Бизони (Благоевград);
2013 г. Атлетик (София);
2014 г. Блус (София);
2015 г. Атлетик (София); 2016 г. Блус (София)

#### Купа София
1997 г. Юнак (София);
1998 г. Атлетик (София);
1999 г. Юнак (София);
2000 г. Юнак (София);
2001 г. Юнак (София);
2002 г. Атлетик (София);
2003 г. Атлетик (София);
2004 г. Атлетик (София);
2005 г. Атлетик (София);
2006 г. Атлетик (София);
2007 г. Блус (София);
2008 г. Атлетик (София);
2010 г. Блус (София);
2011 г. Блус (София);
2012 г. Атлетик (София);
2013 г. Атлетик (София);
2014 г. Блус (София);
2015 г. Атлетик (София);
2016 г. Атлетик (София);

## Правила
Бейзболът се играе от два отбора, като на терена могат едновременно да се намират девет играча – когато отборът е „в защита“, и от един до четири – когато е „в нападение“. Всеки мач се състои от девет части – ининга, като при всеки ининг ролите на нападащ и защитаващ се отбор се сменят, т.е. за разлика от повечето други спортове, при бейзбола са налице две ясно обособени фази на всеки ининг, в едната от които единият отбор се защитава, а в другата – напада, поради и което по време на първата (в защита), той дори и теоретично не може да отбележи точка. Целта е да се отбележат повече точки от противниковия отбор. Такава се отбелязва, когато играч от нападащия отбор направи пълна обиколка (рън) на четирите бази, които лежат в ъглите на поле с формата на квадрат. Бейзболният мач приключва след изиграването на всичките девет ининга (с изключение на случаите на т.нар. „нокаут“) – т.е. неговата продължителност не е фиксирана като време (аналогично на волейболния например).
Играта започва, когато играч от намиращия се в защита отбор – питчърът, стоящ в центъра на бейзболното поле, се опитва да подаде топката на своя съотборник – кетчъра, преодолявайки съпротивата на играч от противниковия отбор държащ т. нар. бата – батъра, заел позиция до хоума и съответно – пред кетчъра. Целта на кетчъра е да защитава хоума, като лови топките, които батърът пропуска.
Ако батърът удари топката, така че тя да премине през поне една част от игралното поле (в противен случай се отчита „аут“), той побягва към първа база, стремейки се да да завземе една или повече бази. Ако негови съотборници вече са завзели бази (т. нар. – рънъри), те също могат да тръгнат към следваща база, за да не бъдат изместени, когато батерът стигне до тях (за рънъра на първа база, ако има такъв, това фактически е задължително). Защитаващият полето отбор се стреми да улови ударената топка и бързо да я подаде към защитника на базата, към която батърът или друг негов съотборник тича. Ако топката бъде уловена във въздуха (преди да е докоснала дори и един път терена), батърът изгаря, а останалите му съотборници (завзели бази) си стоят по местата. Ето защо по принцип батърите избягват удари с висока парабола, които дават възможност това да стане. Когато играч на нападащия отбор бъде докоснат от съперник, който държи топката, той е изгорен. Поради това бягащите до базите понякога ги завземат с пързаляне (слайдинг) – за да не бъдат докоснати с топката.
Ако батърът не удари топката при три „добри“ хвърляния – такъв пропуск се нарича „страйк“, е също вън от играта и на негово място застава следващият батър. Трябва да се отбележи, че батър не е точно определена длъжност – така се нарича всеки противников играч, заел позиция на началната база (хоума) за удряне с батата. При трима играчи в аут, частта от ининга, в която отборът е в нападение завършва и ролите на двата отбора се разменят или, ако това вече е направено – започва нов ининг. За „добро“ се счита това хвърляне на питчъра, което попада в определена зона над хоума, ограничена като височина между коленете и гърдите на батъра, а като ширина – от тази на специалната площадка, маркираща хоума. Ако питчър допусне четири „лоши“ хвърляния (4 бола), батърът получава правото безпрепятствено да достигне до първа база. „Пазачите“ на базите се наричат съответно първи, втори и трети бейзмен.
Ако батърът обиколи всички бази и се върне в хоума само благодарение на един удар, той регистрира хоумрън. Максималният брой точки – четири, които могат да бъдат постигнати със само един удар по топката се получава при три, вече заети от рънъри бази.

## Понятия
- база – на английски: base – четирите ъгъла на квадрата. Обозначени са с „възглавнички“ с квадратна форма и страна, равна на 38 см. Базите се броят по посока обратна на часовниковата стрелка. След хоума са първа, втора и трета база.
- батър, батиращият – на английски: batter – играчът, застанал до хоума, чийто ред е да удря топката.
- хоум – на английски: home – дом – Началната и крайна база.
- хоумрън – на английски: home run – Силен и далечен удар, най-често прехвърлящ игрището (в публиката), т.е. удар при който за защитаващия се отбор е невъзможно да улови топката, и който позволява на батъра, както и на неговите съиграчи, заели в този момент бази, да достигнат хоума.
- ининг – на английски: inning – Всеки мач има девет ининга. Състои се от две части – първа, в която единият отбор напада, а другият се защитава и втора, в която ролите са разменени. Всяка част от един ининг приключва, когато бъдат извадени от игра („изгорени“) трима противникови нападатели.
- кетчър – на английски: catch – хващам – играчът, на когото питчърът подава топката. Освен че защитава хоума, нерядко хваща и лошо ударените от батъра топки, които политат назад.
- питчър – на английски: pitcher – хвърлящият топката. Един от най-важните играчи на полето. От силата и траекторията на неговото хвърляне зависи ударът на батъра. Задачата на питчъра е така да хвърли топката, че да затрудни и заблуди максимално батъра. Има определени начини на хващане на топката, с които се придават въртеливи движения при хвърлянето ѝ, което затруднява предвиждането къде ще бъде тя точно когато прелита над хоума – момента, в който може да бъде ударена.
- страйк – на английски: strike – „добро“ хвърляне на питчъра – това, което попада в „страйк зоната“. Дори да не попадне в нея, ако батърът замахне и батата му премине над хоума, това също се зачита за страйк.
- страйк зона – на английски: strike zone – въображаемият правоъгълник, намиращ се над хоума, ограничен по височина от коленете и гърдите (средата между колана и раменете, т.е. гърдите) на батъра.
- бол – на английски: ball – „Лошо“ хвърляне. Недобро хвърляне на питчъра, регистрирано от съдията на хоума, при което топката преминава извън страйк зоната на играча.
- нокаут – на английски: knock out – разлика в резултата, за която се счита, че е невъзможно да бъде компенсирана от губещия отбор в оставащите до края на мача ининги. В ситуация на нокаут, мачът приключва преждевременно – т.е. преди изиграването на всичките девет ининга. Необходимата разлика в точките за постигане на нокаут намалява пропорционално на оставащите до края на мача ининги.

## Стратегия и тактики

### Тактики на хвърляне и защита на полето
Тактическо решение, което предхожда почти всяко разиграване в бейзболния мач е избора на вида хвърляне. Захващайки и след това освобождавайки при хвърлянето бейзболната топка по определен начин, и хвърляйки я с определена скорост, питчърите могат да фалцират топката настрани или дори надолу, докато тя се приближава към батъра. Сред голямото разнообразие от видове хвърляния, четирите основни вида са: бърза топка (или фастбол), забавена топка (чейнджъп) и две фалцирани топки – парабола (кървбол, падаща топка) и слайдър (плъзгаща топка – топка, която неочаквано променя посоката си настрани или надолу). Питчърите имат разнообразен репертоар от техники за хвърляне. Традиционно преди всяко хвърляне, кетчърът сигнализира на питчъра (обикновено – с пръстите на едната ръка) какъв вид хвърляне да извърши, както и хоризонталното и/ или вертикалното място, където да попадне топката. В случай на несъгласие относно избора му, питчърът може да откаже знака (обикновено – поклащайки глава) и да поиска от кетчъра да предложи различно хвърляне. С рънър на база, който предприема опит „за крадене“ (излиза от базата в опит да скъси дистанцията до следващата), питчърът има правото да хвърли към бейзмена, покриващ базата, за да прекъсне опита на рънъра и да даде сигнал, че следи действията му; или в най-добрия за защитата случай – да го извади от игра. Опитите за такова неочаквано хвърляне обаче са подчинени на правилата, които сериозно ограничават движенията на питчъра, преди и по време на такова хвърляне. Нарушаването на всяко едно от тези правила може да доведе до съдийско решение срещу питчъра – наречено балк, в резултат на което рънърите на базите, ако има такива, напредват безнаказано с една база. Ако се очаква опит за крадене на база, кетчърът може да предложи питчаут – топка хвърлена умишлено извън зоната за батиране, която позволява на кетчърът да я хване, докато стои и да я хвърли бързо към някоя от базите. Изправяйки се срещу батър, за който се знае, че изпраща топките предимно към единия край на терена, защитаващият се отбор може да извърши промяна, като повечето или всички от фийлдърите се придвижат вляво или вдясно от обичайните си позиции. С рънър на трета база, инфийлдърите може да навлязат вътре в полето, за да са по-близо до хоумръна и да подобрят шансовете за изхвърляне на рънъра при топка по земя, макар и по-рязко ударена топка по земя да е по-вероятно да излезе извън очертаното поле.